# Triglaw
Triglaw, ook Triglav, Triglaf of de Driehoofdige genoemd, is een Slavische oorlogs- en stamgod, welke door de Pomoranen in het bijzonder in Wolin en Szczecin, later ook in Brandenburg werd vereerd. Over de cultus van Triglaw berichten vooral drie biografieën van de bisschop Otto van Bamberg, die in 1124 en 1128 twee missiereizen in het gebied van de Pomoranen ondernam. In de oudere literatuur wordt Triglaw ook als vrouwelijke godheid voorgesteld.

## Triglaw-cultus in Wolin en Stettin

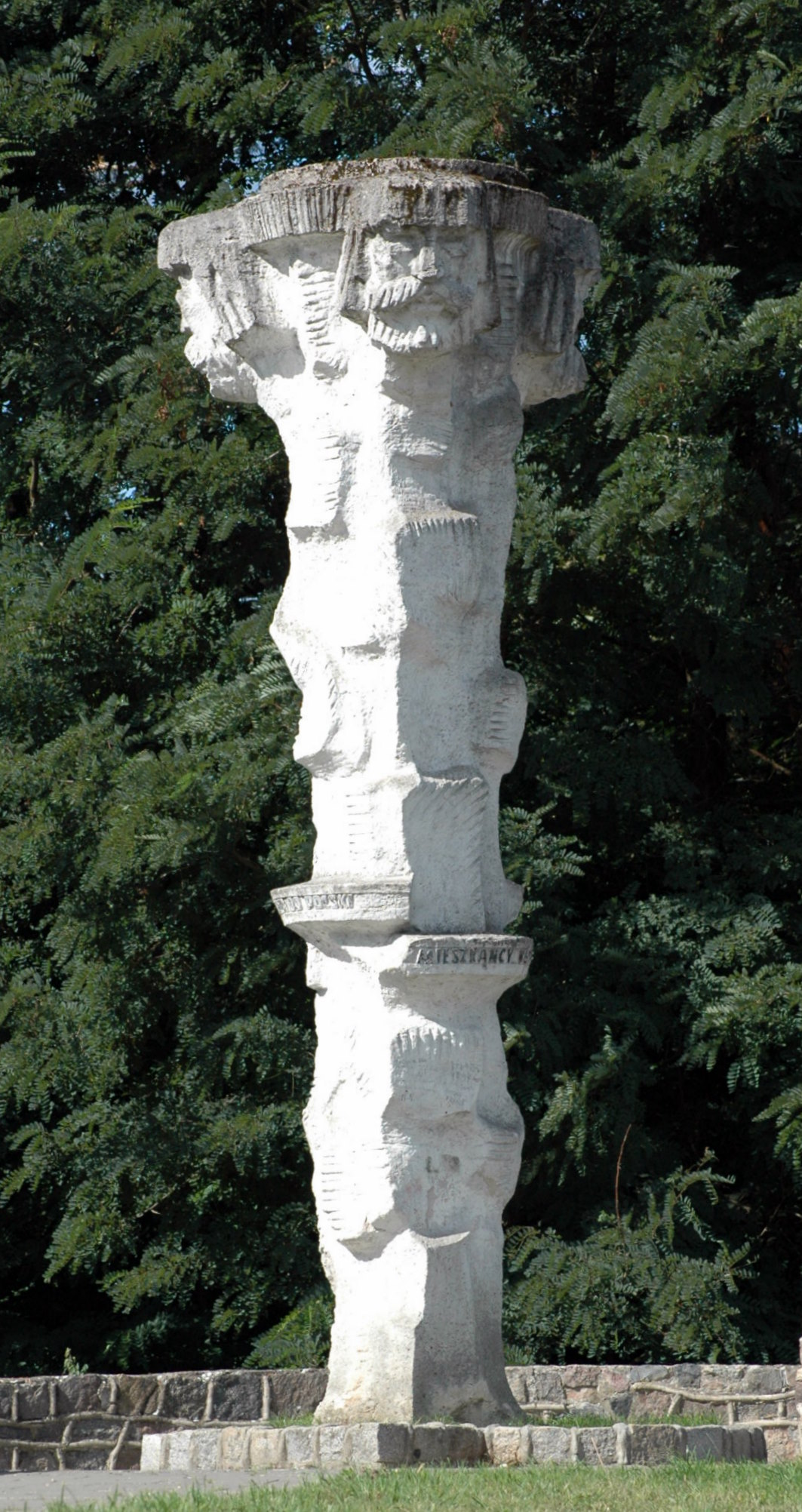
Triglaw-beeld in Wolin.

De hem gewijde hoofdtempel stond in Stettin. Zijn drie hoofden (menigmaal met dichtgebonden ogen en mond, opdat hij de zonden van de mensen noch zien, noch van hen kon getuigen) stonden voor hemel, aarde en onderwereld; in zijn handen hield hij een gehoornde ùaan. Met de hulp van een met goud getooid paard, dat lansen moest overschrijden, gaf Triglaw opheldering over de uitkomst van een ophanden zijnde veldslag. Zijn cultusplaatsen werden voor een groot deel door oorlogsbuit gefinancierd, waarbij na elke veldtocht een tiende van de buit als tribuut aan de tempel werd afgegeven.
Toen Stettin in 1127 door de Wendenkruistocht werd gekerstend, liet bisschop Otto van Bamberg de cultusplaatsen verwoesten en het beeld van Triglaw neerhalen. De drie hoofden werden afgeslagen, waarvan een naar de Paus in Rome werd gestuurd. Een ander Triglaw-beeld, opgesteld nabij het eiland Wolin, werd door de priesters verborgen en zo voor verwoesting behoed.

## Triglaw-cultus in Brandenburg
Met de kerstening van de Mark Brandenburg werd het Triglav-heiligdom op de Harlungerberg, de huidige Marienberg in de stad Brandenburg, voor de nieuwbouw van een viertorige Mariakerk verwijderd. In dit sacrale bouwwerk, dat in 1722 op bevel van koning Frederik Willem I van Pruisen werd afgebroken, zou tot in de 16e eeuw het Triglav-beeld van Brandenburg zijn bewaard geworden. Volgens contemporaine kroniekschrijvers werd het, zoals de Brandenburgse stadthistoricus Otto Tschirch berichtte, in 1526 aan de Deense koning Christiaan II geschonken. Nieuwere navorsingen hebben echter noch niet tot een concreet aanknopingspunt in verband met de verblijfplaats van deze cultuurhistorisch belangrijke godenfiguur geleid.

## Triglaw-cultus in Westfalen
De historicus Hermann Stangefol berichtte in 1656 over de Drüggelter-kapel:

Daar in een zeer oude tempel, die er nog steeds staat, bevond zich eens een beeltenis van de godin Trigla, die drie hoofden had, naar dewelke de heiden zich in hoogste nood, om bijstand smekend, gewoonlijk richtten. Het is aannemelijk, dat van juist dit beeld dit dorp zijn naam heeft afgeleid. Dit standbeeld ging in 1583 tijdens de Truchsessische Oorlog volledig teloor.

## Naamherkomst
De naam is vermoedelijk afgeleid uit een samenvoeging van de twee Slavische woorden tri (drie) en golowa, glaw, glawnyi~ (hoofd). Een bijkomende theorie stelt dat de naam Triglav een Griekse oorsprong heeft: de Grieken noemden de godin Hekate namelijk ook Tricephalos (de driehoofdige), dientengevolge zijn Triclaf en Triglav als tegenhanger van deze Griekse naam te beschouwen. Het was evenwel mogelijk, dat in de kronieken de monniken een hun bekende Griekse naam als benaming voor deze godheid kozen, zoals tervoren reeds Romeinse auteurs Germaanse godheden steeds met Romeinse godennamen aanduiden (bij Tacitus staat bijvoorbeeld Mercurius voor Wodan). Het is dus onzeker "of dit (Triglav) een oorspronkelijke naam is of slechts het attribuut van een anders genoemde god, die op grond van zijn driehoofdigheid deze naam achteraf verkreeg".